# Hóquei sobre a grama nos Jogos Olímpicos de Verão da Juventude de 2010 - Feminino
O torneio feminino de hóquei sobre a grama nos Jogos Olímpicos de Verão da Juventude de 2010 ocorreu entre 16 e 24 de agosto no Estádio de Hóquei de Sengkang. Seis equipes participaram do evento.

## Medalhistas
|  | NED Países Baixos |  | ARG Argentina |  | NZL Nova Zelândia |
|  | Saskia van Duivenboden Lieke van Wijk Lisa Scheerlinck Lisanne de Lange Jet de Graeff Floor Ouwerling Liselotte van Mens Lara Dell'Anna Roos Broek Floortje Plokker Marloes Keetels Macey de Ruiter Frederique Derkx Elsie Nix Mathilde Hotting Juliette van Hattum |  | Antonella Brondello Victoria Cabut Rocío Emme Rocío Broccoli Julia Castiglione Carla de Iure Agustina Albertarrio Antonieta Bianchi Eugenia Garrafo Jimena Cedres Sol Fernández María Baldoni Florencia Habif Camila Bustos Agustina Álvarez Agustina Mama |  | Georgia Barnett Amy Barry Jamie Bolton Jessica Chisholm Michaela Curtis Samara Dalziel Rhiannon Dennison Erin Goad Elizabeth Rose Keddell Sarah Matthews Rachel McCann Kate McCaw Elley Miller Danielle Sutherland Lydia Velzian Kayla Wilson |

## Formato
Na primeira fase as seis equipes se enfrentaram entre si, em um grupo único, totalizando cinco jogos. As duas primeira colocadas partiram para a disputa da medalha de ouro, as equipes que finalizaram em quarto e quinto lugar disputaram o bronze, e as equipes que ocuparam as duas últimas posições no grupo disputaram a partida pelo quinto lugar.

## Resultados

### Preliminares
|  | Equipes classificadas à final               |
|  | Equipes classificadas à disputa pelo bronze |

| Equipe            | P  | J | V | E | D | GP | GC | SG  |
| ----------------- | -- | - | - | - | - | -- | -- | --- |
| ARG Argentina     | 13 | 5 | 4 | 1 | 0 | 17 | 3  | +14 |
| NED Países Baixos | 11 | 5 | 3 | 2 | 0 | 21 | 5  | +16 |
| NZL Nova Zelândia | 9  | 5 | 3 | 0 | 2 | 10 | 6  | +4  |
| KOR Coreia do Sul | 7  | 5 | 2 | 1 | 2 | 11 | 12 | -1  |
| IRL Irlanda       | 3  | 5 | 1 | 0 | 4 | 6  | 12 | -6  |
| RSA África do Sul | 0  | 5 | 0 | 0 | 5 | 1  | 28 | -27 |

Todas as partidas seguem o horário de Singapura (UTC+8)
| 16 de agosto 16:00                                       |           |                  |                                                                                       |
| Países Baixos NED                                        | 3 – 1     | IRL Irlanda      | Campo 1, Estádio de Hóquei de Sengkang Árbitros: GBR Hannah Sanders ZIM Sarah Bennett |
| Floortje Plokker 22' Roos Broek 43' Frederique Derkx 63' | Relatório | Emily Beatty 42' | Campo 1, Estádio de Hóquei de Sengkang Árbitros: GBR Hannah Sanders ZIM Sarah Bennett |

| 16 de agosto 18:30                                                                                            |           |                   |                                                                                             |
| Argentina ARG                                                                                                 | 7 – 0     | RSA África do Sul | Campo 1, Estádio de Hóquei de Sengkang Árbitros: CHN Chen Hong SIN Miskarmalia Mohd Ariffin |
| Agustina Álvarez 18' Eugenia Garrafo 23' 64' Camila Bustos 31' 46' Agustina Albertarrio 34' Sol Fernández 39' | Relatório |                   | Campo 1, Estádio de Hóquei de Sengkang Árbitros: CHN Chen Hong SIN Miskarmalia Mohd Ariffin |

| 16 de agosto 20:30                         |           |                                |                                                                                              |
| Nova Zelândia NZL                          | 3 – 2     | KOR Coreia do Sul              | Campo 1, Estádio de Hóquei de Sengkang Árbitros: TRI Ayanna McClean URU Maritza Pérez Castro |
| Michaela Curtis 56' Samara Dalziel 58' 61' | Relatório | Baek Ee-Seul 28' Nam So-Ri 47' | Campo 1, Estádio de Hóquei de Sengkang Árbitros: TRI Ayanna McClean URU Maritza Pérez Castro |

| 17 de agosto 16:30 |           |                   |                                                                                       |
| Países Baixos NED | 13 – 0    | RSA África do Sul | Campo 1, Estádio de Hóquei de Sengkang Árbitros: AUS Angela Street TRI Ayanna McClean |
| Frederique Derkx 7' 17' 41' Larra Dell'Anna 14' Lieke van Wijk 24' 32' 35' Mathilde Hotting 44' 50' Macey de Ruiter 51' Roos Broek 55' 58' Lisanne de Lange 63' | Relatório |                   | Campo 1, Estádio de Hóquei de Sengkang Árbitros: AUS Angela Street TRI Ayanna McClean |

| 17 de agosto 19:30                   |           |                                            |                                                                                         |
| Irlanda IRL                          | 2 – 3     | NZL Nova Zelândia                          | Campo 1, Estádio de Hóquei de Sengkang Árbitros: URU Maritza Pérez Castro CHN Chen Hong |
| Kathryn Mullan 22' Rebecca Barry 66' | Relatório | Rhiannon Dennison 7' 64' Elley Millner 69' | Campo 1, Estádio de Hóquei de Sengkang Árbitros: URU Maritza Pérez Castro CHN Chen Hong |

| 17 de agosto 21:15 |           |                                                                                     |                                                                                               |
| Coreia do Sul KOR  | 1 – 4     | ARG Argentina                                                                       | Campo 2, Estádio de Hóquei de Sengkang Árbitros: GBR Hannah Sanders BEL Celine Martin-Schmets |
| Baek Ee-Seul 52'   | Relatório | Agustina Albertarrio 29' Florencia Habif 35' Sol Fernández 49' Agustina Álvarez 61' | Campo 2, Estádio de Hóquei de Sengkang Árbitros: GBR Hannah Sanders BEL Celine Martin-Schmets |

| 19 de agosto 16:00                       |           |                   |                                                                                             |
| Coreia do Sul KOR                        | 3 – 1     | RSA África do Sul | Campo 1, Estádio de Hóquei de Sengkang Árbitros: ZIM Sarah Bennett URU Maritza Pérez Castro |
| Nam So-Ri 8' Kim Sol 21' Park Ju-Hui 32' | Relatório | Jacinta Jubb 58'  | Campo 1, Estádio de Hóquei de Sengkang Árbitros: ZIM Sarah Bennett URU Maritza Pérez Castro |

| 19 de agosto 18:00 |           |                                                             |                                                                                              |
| Irlanda IRL        | 0 – 3     | ARG Argentina                                               | Campo 1, Estádio de Hóquei de Sengkang Árbitros: AUS Angela Street BEL Celine Martin-Schmets |
|                    | Relatório | Agustina Álvarez 25' Rocío Broccoli 44' Eugenia Garrafo 70' | Campo 1, Estádio de Hóquei de Sengkang Árbitros: AUS Angela Street BEL Celine Martin-Schmets |

| 19 de agosto 20:00  |           |                   |                                                                                                  |
| Países Baixos NED   | 1 – 0     | NZL Nova Zelândia | Campo 1, Estádio de Hóquei de Sengkang Árbitros: GBR Hannah Sanders SIN Miskarmalia Mohd Ariffin |
| Marloes Keetels 59' | Relatório |                   | Campo 1, Estádio de Hóquei de Sengkang Árbitros: GBR Hannah Sanders SIN Miskarmalia Mohd Ariffin |

| 20 de agosto 16:30            |           |                                |                                                                                                  |
| Coreia do Sul KOR             | 3 – 2     | IRL Irlanda                    | Campo 1, Estádio de Hóquei de Sengkang Árbitros: TRI Ayanna McClean SIN Miskarmalia Mohd Ariffin |
| Lee Yu-Ri 10' 30' Kim Sol 69' | Relatório | Chloe Brown 11' Joanne Orr 16' | Campo 1, Estádio de Hóquei de Sengkang Árbitros: TRI Ayanna McClean SIN Miskarmalia Mohd Ariffin |

| 20 de agosto 18:00 |           |                                                   |                                                                                             |
| África do Sul RSA  | 0 – 4     | NZL Nova Zelândia                                 | Campo 2, Estádio de Hóquei de Sengkang Árbitros: URU Maritza Pérez Castro ZIM Sarah Bennett |
|                    | Relatório | Rhiannon Dennison 17' 37' Michaela Curtis 23' 25' | Campo 2, Estádio de Hóquei de Sengkang Árbitros: URU Maritza Pérez Castro ZIM Sarah Bennett |

| 20 de agosto 20:00                      |           |                                   |                                                                                  |
| Argentina ARG                           | 2 – 2     | NED Países Baixos                 | Campo 2, Estádio de Hóquei de Sengkang Árbitros: AUS Angela Street CHN Chen Hong |
| Eugenia Garrafo 1' Agustina Álvarez 55' | Relatório | Lara Dell'Anna 57' Roos Broek 70' | Campo 2, Estádio de Hóquei de Sengkang Árbitros: AUS Angela Street CHN Chen Hong |

| 22 de agosto 16:00 |           |                    |                                                                                       |
| Nova Zelândia NZL  | 0 – 1     | ARG Argentina      | Campo 1, Estádio de Hóquei de Sengkang Árbitros: AUS Angela Street GBR Hannah Sanders |
|                    | Relatório | Rocio Broccoli 61' | Campo 1, Estádio de Hóquei de Sengkang Árbitros: AUS Angela Street GBR Hannah Sanders |

| 22 de agosto 18:00       |           |                              |                                                                                             |
| Países Baixos NED        | 2 – 2     | KOR Coreia do Sul            | Campo 1, Estádio de Hóquei de Sengkang Árbitros: CHN Chen Hong SIN Miskarmalia Mohd Ariffin |
| Frederique Derkx 39' 44' | Relatório | Choi Su-Ji 46' Nam So-Ri 67' | Campo 1, Estádio de Hóquei de Sengkang Árbitros: CHN Chen Hong SIN Miskarmalia Mohd Ariffin |

| 22 de agosto 20:00 |           |                |                                                                                               |
| África do Sul RSA  | 0 – 1     | IRL Irlanda    | Campo 1, Estádio de Hóquei de Sengkang Árbitros: BEL Celine Martin-Schmets TRI Ayanna McClean |
|                    | Relatório | Lucy McKee 27' | Campo 1, Estádio de Hóquei de Sengkang Árbitros: BEL Celine Martin-Schmets TRI Ayanna McClean |

### Fase final

#### Disputa pelo 5º lugar
| 24 de agosto 15:00                   |           |                   |                                                                                                  |
| Irlanda IRL                          | 3 – 1     | RSA África do Sul | Campo 1, Estádio de Hóquei de Sengkang Árbitros: SIN Miskarmalia Mohd Ariffin TRI Ayanna McClean |
| Kathryn Mullan 5' 15' Leah Ewart 56' | Relatório | Jacinta Jubb 21'  | Campo 1, Estádio de Hóquei de Sengkang Árbitros: SIN Miskarmalia Mohd Ariffin TRI Ayanna McClean |

#### Disputa pelo bronze
| 24 de agosto 17:30                                               |             |                                                   |                                                                                   |
| Nova Zelândia NZL                                                | 5 – 4 (pro) | KOR Coreia do Sul                                 | Campo 1, Estádio de Hóquei de Sengkang Árbitros: GBR Hannah Sanders CHN Chen Hong |
| Rhiannon Dennison 15' 17' 47' Kate McCaw 25' Michaela Curtis 73' | Relatório   | Park Eun-Jung 6' Kang Ji-Na 58' 69' Nam So-Ri 63' | Campo 1, Estádio de Hóquei de Sengkang Árbitros: GBR Hannah Sanders CHN Chen Hong |

#### Final
| 24 de agosto 20:00       |             |                        |                                                                                             |
| Argentina ARG            | 1 – 2 (pro) | NED Países Baixos      | Campo 1, Estádio de Hóquei de Sengkang Árbitros: AUS Angela Street URU Maritza Pérez Castro |
| Agustina Albertarrio 24' | Relatório   | Lieke van Wijk 47' 78' | Campo 1, Estádio de Hóquei de Sengkang Árbitros: AUS Angela Street URU Maritza Pérez Castro |

## Classificação final
| Pos.              | Equipe            |
| ----------------- | ----------------- |
| Medalha de ouro   | NED Países Baixos |
| Medalha de prata  | ARG Argentina     |
| Medalha de bronze | NZL Nova Zelândia |
| 4                 | KOR Coreia do Sul |
| 5                 | IRL Irlanda       |
| 6                 | RSA África do Sul |